# 马克西姆·佩尔菲利耶夫
马克西姆·佩尔菲利耶夫（俄语：Максим Перфильев，1580年—1638年），是俄罗斯帝国时期的一位哥萨克探险家，他也是第一位到达外贝加尔山脉的俄罗斯人。他也因在同通古斯人、蒙古人和中国人的谈判中展露出外交技能而享有声誉。
1618年至1619年之间，佩尔菲利耶夫是叶尼塞斯克的共同建立者。这座要塞是俄罗斯位于西伯利亚中部叶尼塞河流域第一座要塞，也是后来俄罗斯向东扩展的重要出发点。
1618年至1627年，他发起了对安加拉河和伊利姆河的旅程，建立了几座新的要塞。1631年，他建立了布拉茨基要塞（今布拉茨克）。
1639年至1640年，他航向维季姆河，最远到达了齐帕河，成为第一个进入外贝加尔山脉的俄罗斯人。